# Natalie Hagel
Natalie Hagel (* 20. August 1985 in Nowokusnezk, Sowjetunion) ist eine deutsche Handballspielerin.
Die 1,77 Meter große Torfrau, die in ihrer Jugend für verschiedene Bremer Vereine spielte, steht nach Engagements bei HSG Blomberg-Lippe und dem Kickers Sindelfingen seit 2012 bei Bayer 04 Leverkusen unter Vertrag und spielt in der Bundesliga. Im Sommer 2015 beendete sie ihre Karriere. Ab der Saison 2015/16 leitete sie gemeinsam mit Andreas Thiel das Torwarttraining bei Bayer 04 Leverkusen. Ab der Saison 2017/18 leitete sie das Torwarttraining beim TV Beyeröhde. Nach der Spielzeit 2021/22 beendete sie ihre Tätigkeit bei Beyeröhde und übernahm das Torwarttraineramt beim HSV Solingen-Gräfrath.
Sie absolvierte drei Spiele für die deutsche Nationalmannschaft, ihr Länderspieldebüt hatte sie am 13. Oktober 2006 in Hamm gegen die Niederlande.